# Pleurostelma
Pleurostelma är ett släkte av oleanderväxter. Pleurostelma ingår i familjen oleanderväxter.
Kladogram enligt Catalogue of Life:
| Pleurostelma | \| \| Pleurostelma cernuum \| \| \| \| \| \| Pleurostelma schimperi \| \| \| \| |
|              | \| \| Pleurostelma cernuum \| \| \| \| \| \| Pleurostelma schimperi \| \| \| \| |
|              | Pleurostelma cernuum                                                            |
|              |                                                                                 |
|              | Pleurostelma schimperi                                                          |
|              |                                                                                 |